# TSzU-1-7 Sztora

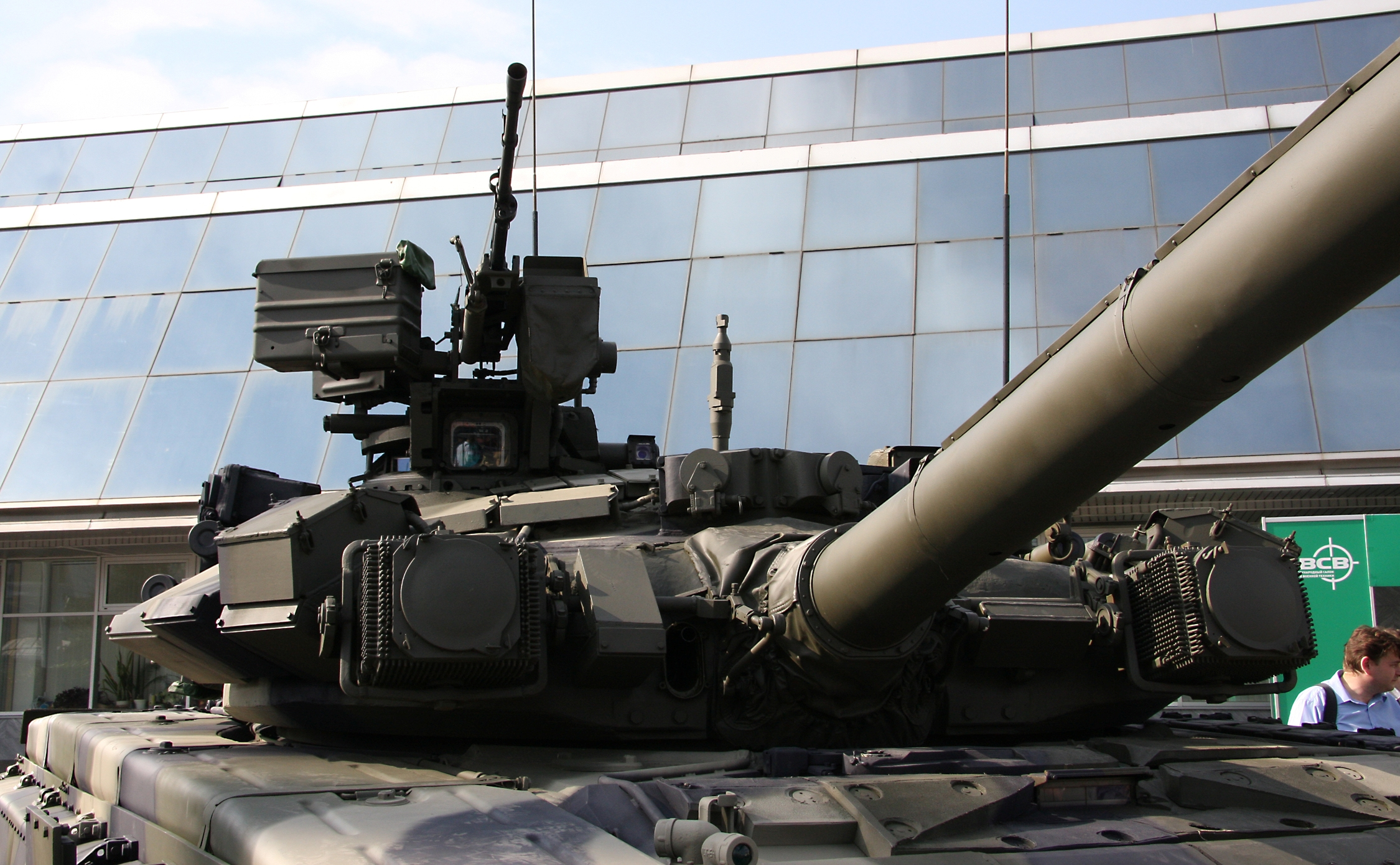
System TSzU-1-7 Sztora zainstalowany na czołgu T-90 (po obu stronach lufy)

Sztora (Sztora-1) – rosyjski elektro-optyczny system zakłócający, środek obrony czołgu przed przeciwpancernymi pociskami kierowanymi (ppk), dalmierzami laserowymi oraz pociskami naprowadzanymi odbitym promieniem lasera.
W skład systemu wchodzi:
- układ sterowania z dwoma czujnikami precyzyjnymi TShU-1-11 oraz dwoma zgrubnymi TShU-1
- stacja zakłócająca z emiterami podczerwieni OTSzU-1-7
- system zasłon aerozolowych i dymnych

System Sztora ma dwie zasadnicze funkcje:
Pierwsza to obrócić wieżę czołgu w kierunku nadlatującego pocisku, a następnie przy pomocy emiterów podczerwieni (OTSzU-1-7) wysłać fałszywy impuls podczerwieni tak, aby zmylić system naprowadzania pocisku (ppk). Jest to możliwe, ponieważ system naprowadzania pocisku (ppk) typu SACLOS śledzi położenie pocisku (a dokładniej - śledzi gorący strumień silnika pocisku widziany w podczerwieni) tak, aby skierować go na cel. Aby go zmylić, czołg przy pomocy emiterów tworzy dodatkowe źródła podczerwieni, co powoduje, że system naprowadzania nie umie odczytać prawidłowej pozycji własnego pocisku.
Ta funkcja przeznaczona jest do obrony przed pociskami TOW, HOT, MILAN, Dragon.
Druga funkcja Sztory służy do zakłócania dalmierzy laserowych oraz zakłócania naprowadzającej wiązki laserowej nadlatujących ppk naprowadzanych laserem (działających na zasadzie odbicia od celu promienia lasera). Promień lasera i jego kierunek jest wykrywany przez czujniki systemu Sztora a ten informuje o tym załogę czołgu (świetlnie oraz dźwiękiem). Następnie system odpala specjalne granaty aerozolowe lub dymne, które tworzą osłaniającą czołg mgłę (aerozol). Zasłona aerozolowa granatów 3D17 ma zasięg 50-80 metrów. Ta funkcja służy do obrony przed takim pociskami jak Hellfire, Maverick jak również Copperhead.
Sztora potrafi zidentyfikować kierunek, z którego biegnie promień lasera, co pozwala obrócić czołg przodem (najgrubszym pancerzem) do kierunku zagrożenia. System Sztora montowany jest na czołgach T-80 i T-90. Sztora jest najbardziej skuteczna w parze z takimi systemami obrony aktywnej jak Arena.
Jednak w przypadku pocisków samonaprowadzających nowszej generacji z naprowadzaniem termowizyjnym, telewizyjnym lub używających kodowanej wiązki lasera, Sztora nie jest już skuteczna. Również nie jest skuteczna w przypadku nowszych ppk ze sterowaniem SACLOS śledzących nie silnik, ale umieszczony obok niego promiennik (np. lampę ksenonową) wysyłającą zakodowane sygnały.